# 福島県立安積高等学校御舘校
福島県立安積高等学校御舘校（ふくしまけんりつ　あさかこうとうがっこう みたてこう）は、福島県郡山市中田町柳橋に所在した県立高等学校。

## 概要
1948年（昭和23年）、田村郡御舘村に福島県立田村高等学校御舘分校として開校。田村郡中田村が1965年（昭和40年）8月に郡山市と合併したことに伴い、1967年（昭和41年）に本校が福島県立田村高等学校より福島県立安積高等学校へ移管された。本校の安積高校が男子校時代から男女共学であった。
募集定員1クラス40名であった。
2020年（令和2年）に募集を停止し、2021年度で在校生10人が卒業となり、2022年（令和4年）3月1日に卒業式と閉校式が行われ閉校した。

## 設置学科
- 全日制課程
  - 普通科（1クラス）

## 沿革
- 1948年（昭和23年）7月 - 福島県立田村高等学校の分校として設立。
- 1967年（昭和42年）4月 - 福島県立安積高等学校へ移管。
- 1973年（昭和48年） - 募集課程を定時制から全日制へ変更。
- 2008年（平成20年）4月 - 校名を御舘分校から御舘校へ改称。
- 2020年（令和2年） - 募集停止[3]
- 2022年（令和4年）3月 - 閉校

## 交通
- JR郡山駅・小野新町駅より福島交通バス利用安積高校御舘校バス停下車徒歩8分